# Formiciinae
Sous-famille
Les Formiciinae sont une sous-famille éteinte d'insectes hyménoptères de la famille des formicidés (fourmis) ayant vécu lors de l'Eocène.

## Systématique
La sous-famille des Formiciinae a été créée en 1986 par le myrmécologue allemand Herbert Lutz (d).

## Description
Le genre type est Formicium, le genre Titanomyrma ayant été décrit en 2011. Formicium comprend des espèces qui ne sont connues que par des ailes fossiles. Formicium est connu par trois espèces. Formicium mirabile, nommé par Theodore D. A. Cockerell en 1920, et Formicium brodiei, nommé par John O. Westwood en 1854, sont tous deux connus à partir d'ailes antérieures trouvées au niveau de l'Eocène moyen de Bournemouth, Dorset, Angleterre. La troisième espèce nommée, Formicium berryi, a été nommée par Frank M. Carpenter en 1929 à partir de la Formation Claiborne, datant de l'Éocène moyen à Puryear, dans le Tennessee. F. berryi était la première occurrence décrite du genre et, jusqu'en 2011, de la sous-famille, en Amérique du Nord. Avec la description de Titanomyrma, les deux espèces déjà décrites à partir de spécimens de corps complets (Formicium giganteum et F. simillimum) ont été transférées au nouveau genre en tant que Titanomyrma giganteum et T. simillimum respectivement. Titanomyrma contient également une troisième espèce, T. lubei décrite dans le même article que le genre et qui est le deuxième membre de la sous-famille connu en Amérique du Nord.
Alors que les ouvrières appartenant à la sous-famille n'ont pas été trouvées, les reines et les mâles de T. giganteum et T. simillimum sont connus et T. lubei est connu à partir d'une seule reine. La taille moyenne des reines et des mâles de Titanomyrma est égale à celle de certaines des plus grandes fourmis modernes connues. Seules les reines de Dorylus wilverthi atteignent actuellement des longueurs similaires, jusqu'à 52 mm.
L'habitat des espèces de Formiciinae était limité aux régions ayant un climat humide et une température annuelle moyenne de 20 °C ou plus. On suppose que la propagation de la sous-famille de l'Europe à l'Amérique du Nord s'est faite à travers les ponts terrestres de l'Atlantique Nord qui étaient présents à l'Éocène. Bien que l'on pense que les températures moyennes pour cette route étaient inférieures à la gamme nécessaire pour les espèces de Formiciinae, une série d'événements plus chauds tout au long de l'Éocène ont pu faciliter la traversée.

## Liste des genres
Selon BioLib (9 mars 2022) :
- genre † Formicium Westwood, 1854
- genre † Titanomyrma Archibald, Johnson, Mathewes & Greenwood, 2011

Selon ITIS (9 mars 2022) :
- genre † Formicium Westwood, 1854

## Publication originale
- (de) Herbert Lutz, « Eine neue Unterfamilie der Formicidae (Insecta: Hymenoptera) aus dem mittel-eozänen Ölschiefer der “Grube Messel” bei Darmstadt (Deutschland, S-Hessen) », Senckenbergiana Lethaea, vol. 67, nos 1-4,‎ 31 octobre 1986, p. 177-218 (ISSN 0037-2110, OCLC 940843272, BNF 39984854, lire en ligne).